# Kütahya
Kütahya (turško Kütahya, grško Κοτύαιον, Kotýaion, zgodovinsko Cotyaeum ali Kotyaion) je mesto v zahodni Turčiji ob reki Porsuk na nadmorski višini 969 metrov. Je sedež province Kütahya in okrožja Kütahya. Mesto ima 263.863 prebivalcev (2022). Okolica mesta leži na položnih pobočjih s kmetijskimi zemljišči, ki se na severu in zahodu zaključijo z visokimi gorskimi grebeni. 

## Zgodovina

### Bronasta doba
Čeprav točnega datuma ustanovitve Kütahye ni mogoče določiti, se njena zgodovina začne okoli leta 3000 pr. n. št. Po zapisih v  starih virih je bilo njeno starodavno ime Kotiaeon, Cotiaeum in Koti. 

### Železna doba
Frigijsko obdobje
V železni dobi so pokrajino okoli mesta poselili Frigijci. Frigijci, ki so prišli v Anatolijo okoli leta 1200 pr. n. št., so vstopili na ozemlje Hetitskega cesarstva in se organizirali kot država. 
Kimersko obdobje
Leta 676 pr. n. št. so Kimerci premagali frigijskega kralja Mida III. in zavladali Kütahyi in njeni okolici. 
Lidijsko obdobje
V času, ko je v Lidiji vladal kralj Aljat, je kimersko oblast v Kütahyi nadomestila lidijska. 
Perzijsko obdobje
Leta 546 pr. n. št. so Perzijci premagali lidijsko vojsko in vdrli v Anatolijo. 
Helenistično obdobje
Leta 334 pr. n. št. je Aleksander Veliki blizu reke Biga premagal Perzijce in v regiji vzpostavil svojo oblast. Z Aleksandrovo smrtjo leta 323 pr. n. št. je Kütahya s svojo okolico prešla v roke Antigona I. Monftalma, enega od Aleksandrovih poveljnikov.  
Rimsko obdobje
Leta 133 pr. n. št. je prešla regija pod rimsko oblast in v krščanskem obdobju postala središče škofije.

### Stara Grčija, Rim in Bizanc
V Rimskem cesarstvu je današnja Kütahya postala del rimske province Frigije Salutaris, in okoli leta 820 glavno mesto nove province Frigije Salutaris III. 

#### Cerkvena zgodovina
Škofija Kütahye se je s tem spremenila iz sufraganije Sinade v metropolitanski sedež, po pisanju Notitiae Episcopatuum bizantinskega cesarja Leona VI. s samo tremi sufraganskimi sedeži.  Kütahya ni več rezidenčna škofija, vendar je še vedno na seznamu naslovnih sedežev  katoliške cerkve.

#### Justinijanove utrdbe
Med vladavino bizantinskega cesarja Justinijana I. je bilo mesto utrjeno z dvojnim obzidjem in citadelo. 

### Seldžuško, križarsko in osmansko obdobje

#### Politična zgodovina (11. stoletje-1867)
Leta 1071 je Kütahya za kratek čas padla pod oblast Seldžukov, a so jo kasneje ponovno zavzeli Bizantinci. V 1180. letih so jo spet  zavzeli Seldžuki, potem pa je večkrat zamenjala lastnika. V 13. stoletju so jo zavzeli Germijanidi in za njimi Timurlenk, potem pa je bila leta 1428 dokončno vključena v Osmansko cesarstvo. Do leta 1827, ko je bil ustanovljen Hudavendigarski ejalet, je bil središče Anatolskega ejaleta. Leta 1867 je postala središče sandžaka znotraj meja Hudavendigarskega ejaleta. Leta 1833 so je za kratek čas zasedle čete egiptovskega emirja Ibrahim paše.

#### Armenska keramika
V osmanskem obdobju se je v Kütahyo priselilo veliko krščanskih Armencev. Z njihovim prihodom je mesto postalo  pomembno središče osmanske keramične industrije. Proizvajale so se predvsem keramične ploščice in fajansa za mošeje, cerkve in državne zgradbe po vsem Bližnjem vzhodu. Armenski keramičar David Ohannessian, med armenskim genocidom v začetku leta 1916 izgnan iz Kütahye v Alep, se je s posredovanjem britanskih okupacijskih oblasti leta 1918 preselil v Jeruzalem in sodeloval pri obnovi Kupole na skali.
Tradicijo armenske keramike v vzhodnem Jeruzalemu nadaljujeta družini Baljan in Karakašjan, ki izvirata iz Kütahye.  

#### Utrdbe
Utrdbe mesta in njegove okolice, ki so bile ključnega pomena za varnost in gospodarsko blaginjo regije. Utrdbe so se gradile in prezidovale od antike do osmanskega obdobja. Datumi prezidav so predmet različnih razlag.

#### Pozno 19. in zgodnje 20. stoletje
Ob koncu 19. stoletja je imela Kütahya 120.333 prebivalcev, od tega 4.050 Grkov, 2.533 Armencev, 754 katoličanov, preostanek pa Turkov in drugih muslimanskih etnij.  Kütahyi in celemu okrožju je bil leta 1915 prihranjen armenski genocid, ker se je osmanski guverner Faruk Ali Beg skrajno potrudil, da bi zaščitil armensko prebivalstvo. Marca 1916  je bil Faruk Ali Beg odstavljen s položaja in mestna armenska skupnost je  pod vladavino njegovega naslednika Ahmeda Mufti Bega posledično zelo  trpela. Kütahyo  je med turško vojno za neodvisnost 17. julija 1921 zasedla grška vojska, potem pa med veliko ofenzivo 30. avgusta 1922 osmanska vojska.

## Gospodarstvo
Industrija v Kütahyi ima dolgo tradicijo. Zelo pomembna je proizvodnja keramike, predvsem ploščic in glazirane in večbarvne posode. Med sodobnejše industrije spadajo proizvodnja sladkorja, strojenje usnja, predelava nitratov in izdelava različnih predmetov iz plovca, ki se pridobiva v bližini. 
V osmanskem obdobju je bila Kütahya glavno središče proizvodnje bombaža v cesarstvu. Med lokalnimi kmetijskimi pridelki so najpomembnejši žito, sadje in sladkorna pesa.Velik pomen ima vzreja živine. Nedaleč od Kütahye so pomembni rudniki lignita. 
Kütahya je z železnico in cestami povezana z Balıkesirjem 250 km zahodno, Istanbulom 360 km  severozahodno, Konyo 450 km jugovzhodno, Eskişehirjem 70 km severovzhodno in Ankaro 300 km vzhodno. 